# Anna Eliza Bray
Anna Eliza Bray, född 1790, död 1883,  var en brittisk romanförfattare. 

## Biografi
Anna Eliza Kempe föddes i centrala London den 25 december 1790. I ung ålder planerade Kempe att bli skådespelare och hennes första framträdande var 1815 på Bath Theatre.
År 1818 gifte hon sig med Charles Alfred Stothard, son till den berömde konstnären Thomas Stothard. Charles dog efter ett fall från en stege i Bere Ferres kyrka, den 28 maj 1821. 
När Anna Eliza Stothard något år senare gifte om sig, med Edward Atkyns Bray, började hon skriva romaner. Mellan 1826 och 1874 skrev hon åtminstone ett dussin romaner.
Anna Eliza Bray dog den 21 januari 1883 och hennes självbiografi färdigställdes av hennes brorson året efter.